# Újpest-városkapu (stanice metra v Budapešti)
Újpest-városkapu je stanice budapešťského metra na lince M3, která leží v severní části Budapešti. Nachází se v blízkosti třídy Árpád út. K jejímu otevření došlo v roce 1990. Stanice je hloubená, uložená 3,61 m pod povrchem a má dvě boční nástupiště. V blízkosti stanice se nachází železniční zastávka, terminál příměstských autobusových linek a záchytné parkoviště P+R.